# Responstid
Responstid är tiden det tar mellan att en begäran lagts, till dess att begäran utförts. Ofta pratar man om responstid inom datateknik, men responstid kan även vara exempelvis tiden det tar för ett företag att åtgärda ett fel efter att det upptäckts.
Responstid inom datateknik handlar primärt om elektriska kretsars snabbhet att utföra kommandon. En hårddisk har en viss responstid för att hämta data, vilket är tiden som gått mellan att ett program begärt data, till dess att hårddisken hämtat dessa data. En datorskärms responstid är ett begrepp på tiden det tar för en pixel på en bildskärm att tända och släcka sig eller i vissa fall bara byta färg. Om en skärm har för hög responstid kan det orsaka eftersläpningar och skuggor i bilden. Eftersläpsreducering används av vissa bildskärmar för att minimera risken för eftersläpningar, men det kan istället ge upphov till flimmer. För datorspelare av snabba grafiska datorspel är det ofta viktigt med låg responstid, mäts i millisekunder (ms), i kombination med hög uppdateringsfrekvens, mäts i hertz (Hz). Förenklat är responstid ett mått på maskinvarans reaktionstid, medan uppdateringsfrekvens är ett mått på hur ofta bilden kan uppdateras. För grafiker och andra datoranvändare som inte tillhör spelgruppen är responstid ofta av mindre vikt.